# Seria Norte
De Seria Norte is een berg in Peru. De berg heeft een hoogte van 5860 meter.
De Seria Norte is onderdeel van de Cordillera Huayhuash, dat weer deel uitmaakt van het Andesgebergte